# Matt Czuchry

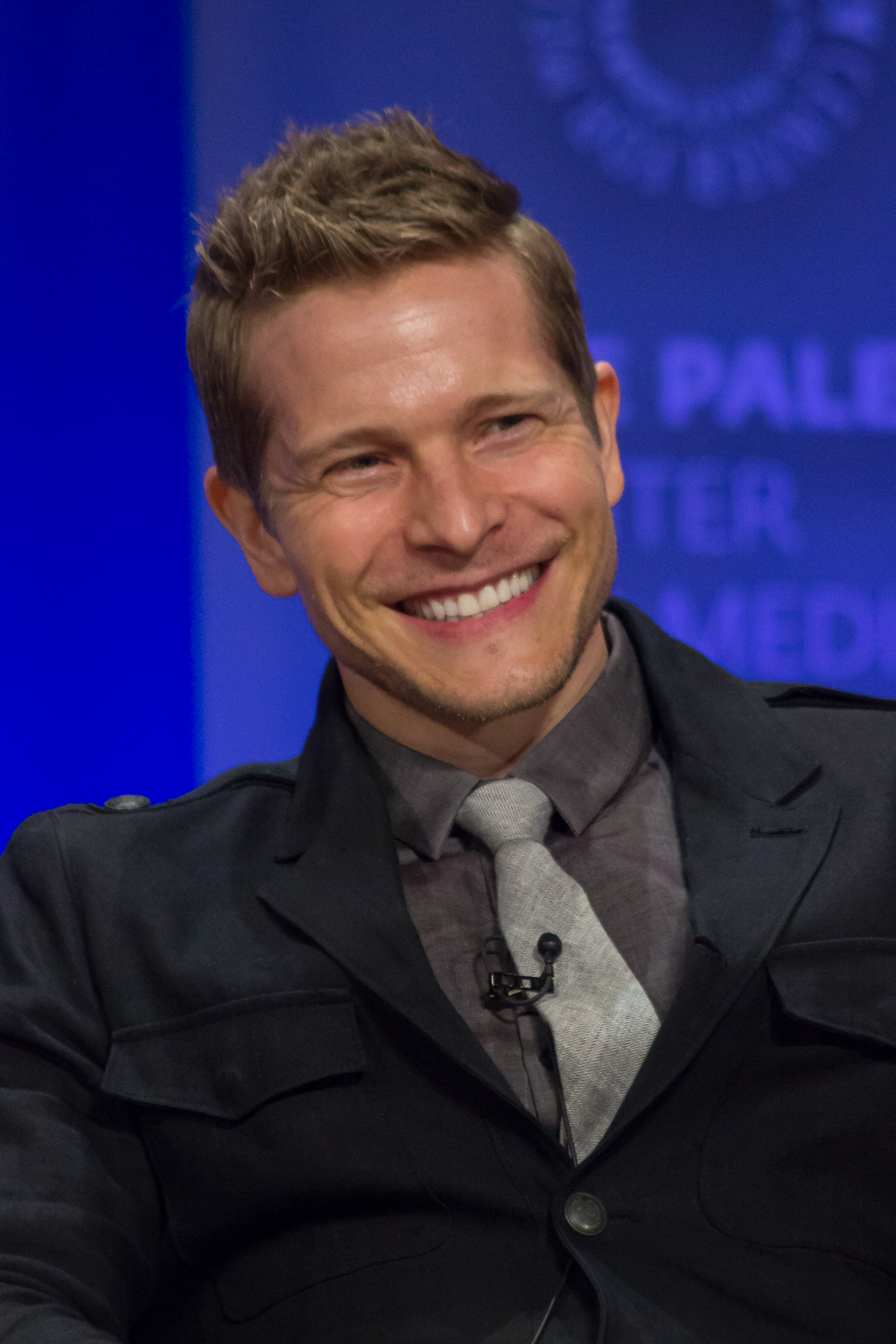
Matt Czuchry (2015)

Matt Czuchry [ˈzuk.ɹi] (* 20. Mai 1977 in Manchester, New Hampshire als Matthew Charles Czuchry) ist ein US-amerikanischer Schauspieler, der durch seine Rollen in den Fernsehserien Gilmore Girls und Good Wife Bekanntheit erlangte.

## Leben und Karriere
Matt Czuchry wuchs mit zwei älteren Brüdern und einer älteren Schwester in ländlicher Gegend in Tennessee auf. Er besuchte das College of Charleston in South Carolina und gewann dort 1998 den Mr. College of Charleston-Schönheitswettbewerb. Außerdem war er Kapitän des Tennisteams und spielte Tennis in der NCAA. 1999 machte er seinen Abschluss in Geschichte und Politikwissenschaft.
Er zog nach Los Angeles und begann seine Schauspielkarriere mit Gastauftritten in Serien wie Voll daneben, voll im Leben und Practice – Die Anwälte. Seine erste Kinorolle spielte er 2002 an der Seite von Piper Perabo und Jane McGregor in der Komödie Freche Biester!. Er spielte außerdem unter anderem in den Serien Veronica Mars und Friday Night Lights mit.
Bekanntheit erlangte er vor allem durch die Fernsehserie Gilmore Girls, in der er von 2004 bis 2007 die Rolle des Logan Huntzberger spielte.
Er spielte die Hauptrolle in der Komödie I Hope They Serve Beer in Hell (2009), die auf dem gleichnamigen Buch des Bloggers Tucker Max basiert. Von 2009 bis zum Ende der Serie 2016 war er an der Seite von Julianna Margulies in der Serie Good Wife zu sehen. Im Herbst 2016 kehrte er für die Miniserie Gilmore Girls: Ein neues Jahr in seine alte Rolle als Logan Huntzberger zurück.
Von Januar 2018 bis Januar 2023 war er als Conrad Hawkins in der Fernsehserie Atlanta Medical zu sehen.

## Auszeichnungen
- 2005: Teen Choice Award in der Kategorie „Choice TV Breakout Performance - Male“ für Gilmore Girls – nominiert
- 2005: Teen Choice Award in der Kategorie „Choice TV Chemistry“ (mit: Alexis Bledel) für Gilmore Girls – nominiert
- 2006: Teen Choice Award in der Kategorie „Choice TV Chemistry“ (mit: Alexis Bledel) für Gilmore Girls – nominiert
- 2010: Screen Actors Guild Awards in der Kategorie „Outstanding Performance by an Ensemble in a Drama Series“ für Good Wife – nominiert

## Filmografie

### Kinofilme
- 2002: Swimming Upstream
- 2002: Freche Biester! (Slap Her... She's French)
- 2002: Arac Attack – Angriff der achtbeinigen Monster (Eight Legged Freaks)
- 2002: A Midsummer Night’s Rave
- 2003: Advantage Hart
- 2004: Em & Me
- 2006: Hooked
- 2009: I Hope They Serve Beer in Hell

### Fernsehen
- 2000: Voll daneben, voll im Leben (Freaks and Geeks, Fernsehserie, 1 Folge)
- 2000: Opposite Sex (Fernsehserie, 1 Folge)
- 2000: Rawley High – Das erste Semester (Young Americans, Fernsehserie, 5 Folgen)
- 2002: Practice – Die Anwälte (The Practice, Fernsehserie, 1 Folge)
- 2002: Eine himmlische Familie (7th Heaven, Fernsehserie, 1 Folge)
- 2003: Jake 2.0 (Fernsehserie, 1 Folge)
- 2003–2004: Hack – Die Straßen von Philadelphia (Hack, Fernsehserie, 12 Folgen)
- 2004: Dark Shadows (Fernsehfilm)
- 2004–2007: Gilmore Girls (Fernsehserie, 59 Folgen)
- 2006: Die Liga der Gerechten (Justice League, Fernsehserie, 1 Folge, Stimme)
- 2006: Veronica Mars (Fernsehserie, 1 Folge)
- 2007: Gravity (Fernsehfilm)
- 2008: Friday Night Lights (Fernsehserie, 4 Folgen)
- 2009–2016: Good Wife (The Good Wife, Fernsehserie, 154 Folgen)
- 2010: Die 19. Frau (The 19th Wife, Fernsehfilm)
- 2016: Gilmore Girls: Ein neues Jahr (Gilmore Girls: A Year in the Life, Miniserie, 4 Folgen)
- 2018–2023: Atlanta Medical (The Resident, Fernsehserie)
- 2023–2024: American Horror Story (Fernsehserie)